# Antho tuberosa
Antho tuberosa är en svampdjursart som först beskrevs av Jörn Hentschel 1911.  Antho tuberosa ingår i släktet Antho och familjen Microcionidae. Inga underarter finns listade i Catalogue of Life.